# Georg Gottfried Gervinus
Georg Gottfried Gervinus (ur. 20 maja 1805 w Darmstadt, zm. 18 marca 1871 w Heidelbergu) – niemiecki historyk i działacz polityczny.

## Życiorys
W 1835 r. został profesorem Uniwersytetu w Heidelbergu, a 1836 r. w Getyndze. W 1837 r. wraz z sześcioma innymi profesorami podpisał protest przeciwko zniesieniu konstytucji hanowerskiej, za co został pozbawiony katedry i wydalony z kraju. W latach 1847–1848 redagował „Deutsche Zeitung”, głosząc koncepcję zarządzania Niemcami na federalnych zasadach, w 1848 r. podczas Wiosny Ludów został członkiem Frankfurckiego Zgromadzenia Narodowego. Jego główną pracą historyczną jest ośmiotomowe Geschichte des neunzehnten Jahrhunderts (1855-1866).